# Districte de Dietikon
El Districte de Dietikon és un dels 11 districtes del cantó de Zúric (Suïssa). Té una població de 75675 (cens de 2007) i una superfície de 60.06 km². Està compost per 11 municipis i el cap del districte és Dietikon.

## Municipis
| Escut                | Codi postal i Municipi    | Habitants (Dez. 2007) | Superfície en km² | Número SFOS |
| -------------------- | ------------------------- | --------------------- | ----------------- | ----------- |
| Aesch ZH             | 8904 Aesch                | 994                   | 5.24              | 0241        |
| Birmensdorf ZH       | 8903 Biermensdorf         | 5540                  | 11.38             | 0242        |
| Dietikon             | 8953 Dietikon             | 22497                 | 9.33              | 0243        |
| Geroldswil           | 8954 Geroldswil           | 4470                  | 1.91              | 0244        |
| Oberengstringen      | 8102 Oberengstringen      | 6167                  | 2.13              | 0245        |
| Oetwil an der Limmat | 8955 Oetwil an der Limmat | 2222                  | 2.76              | 0246        |
| Schlieren            | 8952 Schlieren            | 13753                 | 6.58              | 0247        |
| Uitikon              | 8142 Uitikon              | 3754                  | 4.38              | 0248        |
| Unterengstringen     | 8103 Unterengstringen     | 3058                  | 3.32              | 0249        |
| Urdorf               | 8902 Urdorf               | 9102                  | 7.62              | 0250        |
| Weiningen ZH         | 8104 Winingen             | 4118                  | 5.41              | 0251        |
|                      | Total (11)                | 75'675                | 60.06             | 0111        |